# オイルシェールガス
オイルシェールガス（英語: Oil shale gas）とは、オイルシェールを熱分解して生成される合成ガス。略してシェールガス（Shale gas）と呼ばれることもあるが、頁岩（シェール）層から採取される天然ガス（同じくシェールガスと呼ばれる）とは別のものである。

## 生成
オイルシェールガスはオイルシェールを乾留（熱分解）して生成される。この熱分解の過程で油母が気化し、石油のような凝縮性シェール油、非凝縮性可燃オイルシェールガスが生成され固体の頁岩が残留物としてのこる。この生成過程はオイルシェールからシェール油を抽出する過程と同じであり、通常オイルシェールガスはシェール油の副産物として生産される。生成されるオイルシェールガスとシェール油と比率は乾留の温度に比例し、一般に温度が上がるとガスの生成量は増える。

## 成分
オイルシェールガスの成分は、乾留した元のオイルシェールの成分や乾留の方法に拠る。標準的にはメタン、水素、一酸化炭素、二酸化炭素、窒素の他、エチレンなど炭化水素類が含まれるが、硫化水素やその他不純物も混入している場合がある。

## 利用法
オイルシェールガスは天然ガスの代替物として利用されてきた。19世紀と20世紀はじめ頃、オイルシェールガスはガス灯の燃料に利用されていた。1920年代にはエストニアの首都タリンや同国第2の都市タルトゥで都市ガスとしてオイルシェールガスが生産されており、1948年以降エストニアで生産されるオイルシェールガスはレニングラードや北部エストニアの諸都市でも使用された。このため、エストニア第4の都市コフトラ＝ヤルヴェでは1987年まで276機のガス発生機が稼働していた。
オイルシェールガスはシェール油抽出時の副産物としても生成されるため、その生産方法次第ではオイルシェールを熱分解する燃料にも利用し得る。